# Byblis liniflora
Byblis liniflora (укр. Бібліс льоноквітковий) — вид однорічних хижих рослин з роду бібліс.

## Морфологія

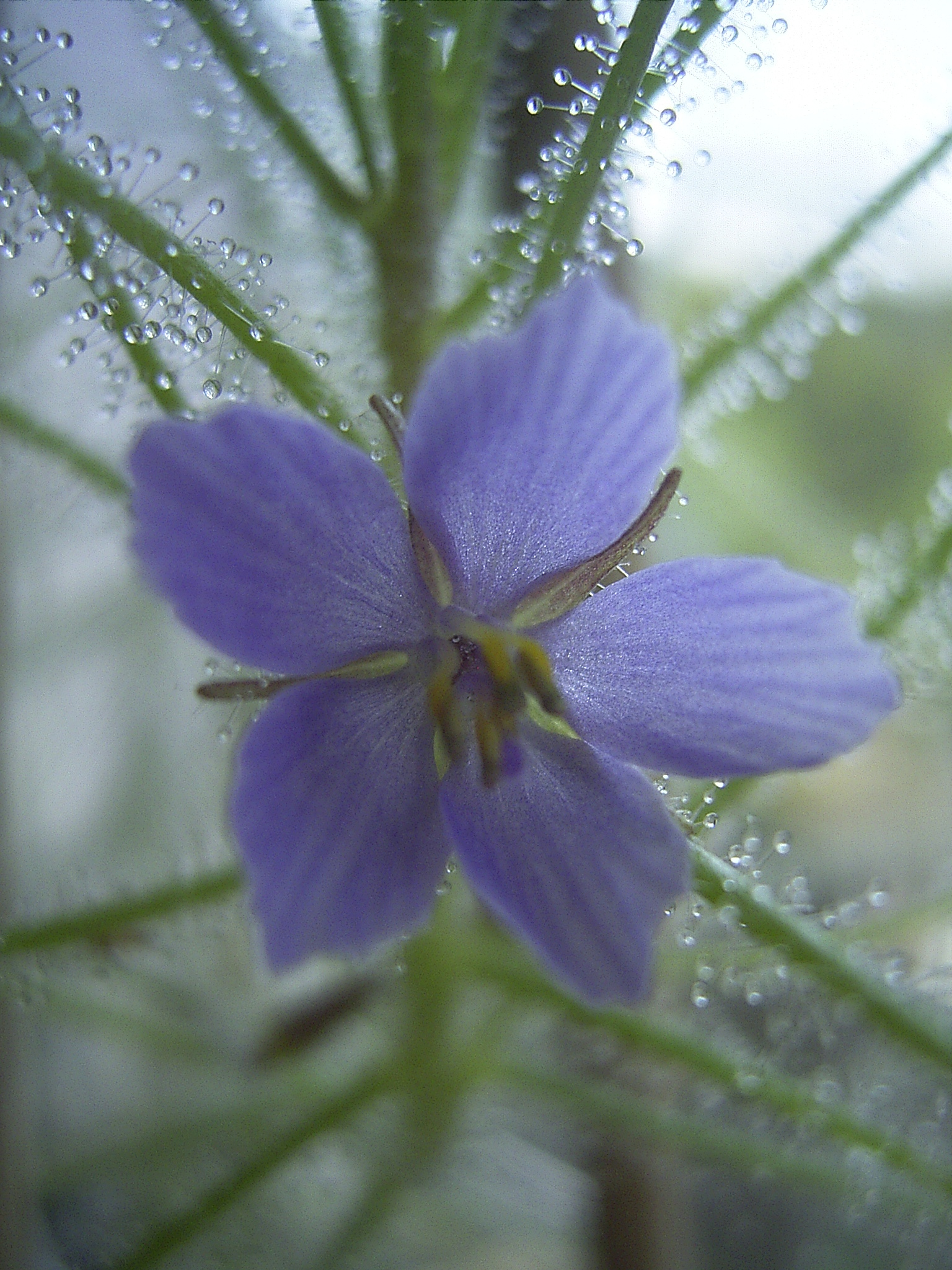
Квітка Byblis liniflora

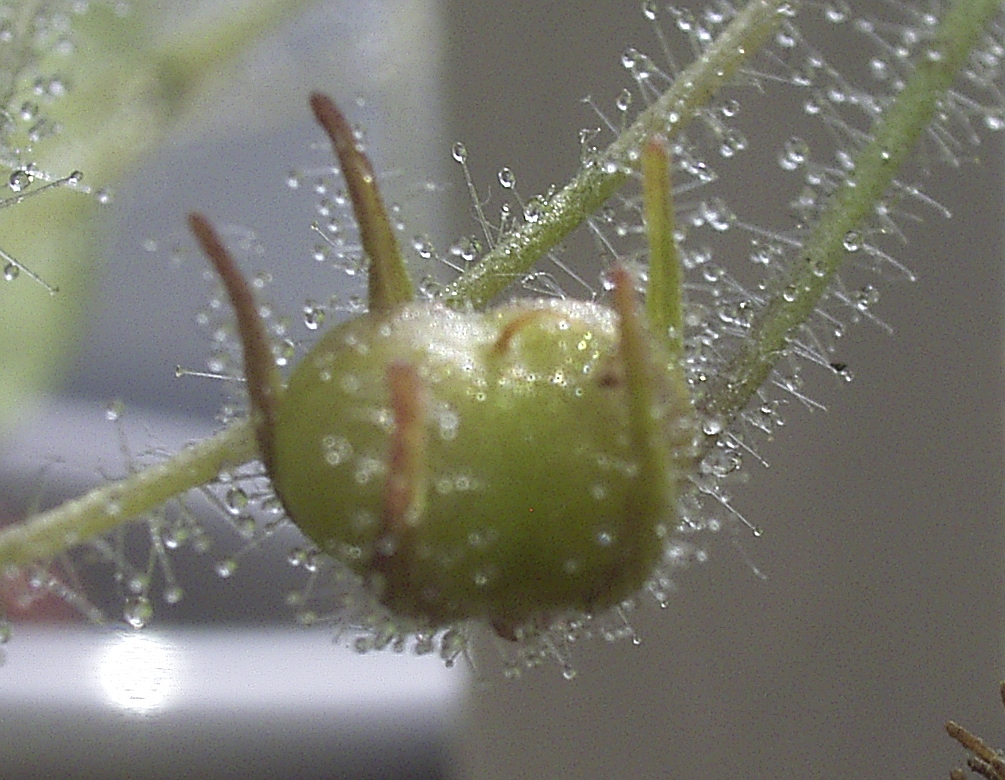
Плід Byblis liniflora

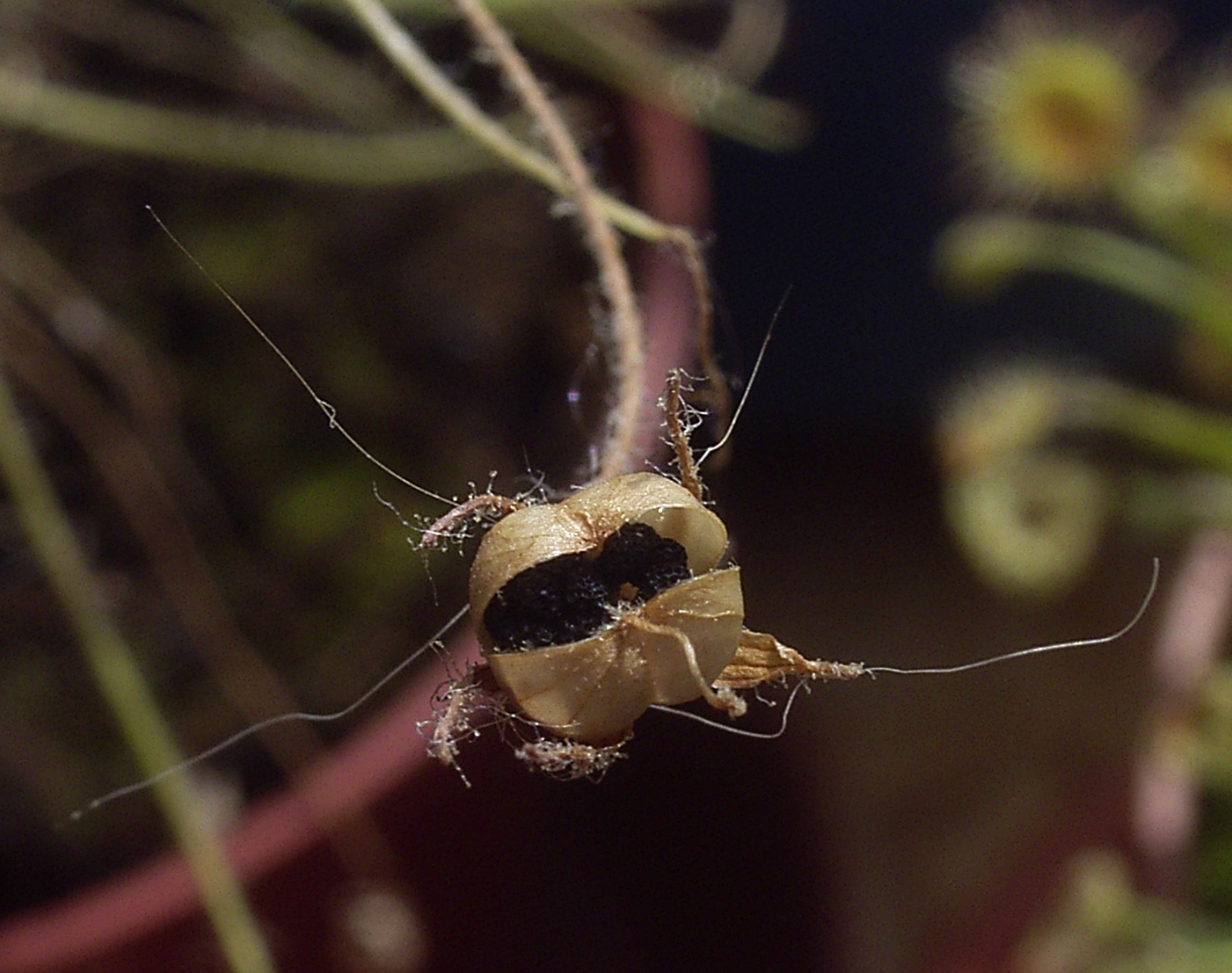
Коробочка з насінням Byblis liniflora

Кореневище тонке. Ніжні стебла рослин досягають висоти 30 см, вони також як і листя, покриті клейкими волосками. Бруньки і листя в молодому стані равликоподібно закручені.

## Ареал та екологія
Цей тропічний однорічник прекрасно розвивається в теплих кліматичних умовах, з літніми мусонами і зимовим сухим періодом.
Ареал Byblis liniflora поширюється на такі регіони:
- Індонезія — Іріан-Джая (південний схід),
- Папуа Нова Гвінея (південний захід)
- Австралія — Північна територія (північ), Квінсленд (північ), Західна Австралія (північний схід).

Одна з останніх форм Бібліса, названа «Дарвінівська червона», була недавно виявлена на Північній Території. Характеризується коричнево-малиновим забарвленням квіток.

## Утримання та догляд
Byblis liniflora — найбільш широко представлений та найпростіший в культурі вид. При сприятливих умовах з його квіток розвиваються плоди з насінням.

## Охорона
Byblis liniflora входить до Червоного списку Міжнародного союзу охорони природи видів, з найменшим ризиком (LC).
Byblis liniflora, як і всі інші види біблісових входить до списку СІТЕС.